# Jean Breuer (ciclista alemany)
|  | No confondre amb Jean Breuer, ciclista belga |

Jean Breuer   (Hürth, 1 de març de 1938 - 12 d'abril de 2025) va ser un ciclista alemany que s'especialitzà en el ciclisme en pista. Va destacar sobretot en la prova de mig fons on va guanyar dues medalles, una d'elles d'or, als Campionats del món de mig fons darrere motocicleta.

## Palmarès en pista
- 1974
  -  Campió del món en Mig fons amateur